# Gaius Appius Fuscus
Gaius Appius Fuscus war ein antiker römischer Toreut (Metallbildner), wahrscheinlich in der zweiten Hälfte des 1. Jahrhunderts in Gallien tätig.
Gaius Appius Fuscus ist heute nur noch aufgrund eines Signaturstempels auf einer Badeschale aus Bronze bekannt. Diese wurde in Wiesbaden, dem römischen Aquae Mattiacorum, gefunden. Heute befindet sich das Stück im Stadtmuseum am Markt in Wiesbaden.

## Einzelbelege
1. ↑  Inventarnummer 15.166; Richard Petrovszky: Studien zu römischen Bronzegefäßen mit Meisterstempeln. Leidorf, Buch am Erlbach 1993, S. 209, Nr. A.20.01.;CIL 3/2, 10027,8

| Personendaten    | Personendaten                                                 |
| ---------------- | ------------------------------------------------------------- |
| NAME             | Appius Fuscus, Gaius                                          |
| ALTERNATIVNAMEN  | Appius Fuscus, Caius; Appius Fuscus, C.; Fuscus, Gaius Appius |
| KURZBESCHREIBUNG | antiker römischer Toreut                                      |
| GEBURTSDATUM     | 1. Jahrhundert v. Chr. oder 1. Jahrhundert                    |
| STERBEDATUM      | 1. Jahrhundert oder 2. Jahrhundert                            |